# Pseudoterpna cithysaria
Pseudoterpna cithysaria là một loài bướm đêm trong họ Geometridae.